# 山崎製パン企業年金基金会館
山崎製パン企業年金基金会館（やまざきせいパンきぎょうねんきんききんかいかん）は、千葉県市川市にある、山崎製パン企業年金基金による福利厚生施設である。山崎製パンのシンボルマークである太陽にちなみ「サンシティ」の愛称を持つ。

## 概要
1987年に「山崎製パン厚生年金基金会館」として開業。2004年に山崎製パン厚生年金基金の代行が返上され企業年金制度に移行したことにより、本施設も「山崎製パン企業年金基金会館」に改称された。宿泊施設としてはシングル14室・ツイン15室・スイート1室で56名の収容能力がある。他に、会議室8室、宴会場2室を有する。山崎製パングループの福利厚生施設であるが、会員ルームを除き一般客の利用も可能である。
同じ建物内に、ブリーズベイホテルグループの「市川グランドホテル」が入居している。
市川市は山崎製パン創業の地であり、本会館の近接地にはスーパーヤマザキ市川店や山崎製パン直営店「ヤマザキプラザ市川」などが入居する「サンプラザ35ビル」がある。